# Район Мінамі (Йокогама)
35°25′53″ пн. ш. 139°36′32″ сх. д. / 35.43139° пн. ш. 139.60889° сх. д.
Райо́н Міна́мі (яп. 南区, みなみく, МФА: [mʲinamʲi ku̥], «Південний район») — район міста Йокогама префектури Канаґава в Японії. Станом на 1 квітня 2009 площа району становила 12,67 км². Станом на 1 липня 2011 населення району становило 195 731 осіб.

## Освіта
- Йокогамський державний університет (додатковий кампус)